# Impatiens tayemonii
Impatiens tayemonii là một loài thực vật có hoa trong họ Bóng nước. Loài này được Hayata mô tả khoa học đầu tiên năm 1916.